# Aeroporto de Rostov do Don
O Aeroporto de Rostov do Don (em russo: Аэропорт Ростов-на-Дону) (IATA: ROV, ICAO: URRR) é um aeroporto internacional que serve a cidade de Rostov do Don, no Oblast de Rostov, no sul da Rússia. 
Foi um dos maiores aeroportos do sudoeste da Rússia e o 12º mais movimentado do país. Foi fundado em 1925 e foi designado aeroporto internacional em 1986. O aeroporto serviu 50 destinos na Rússia e no exterior e recebeu 30 companhias aéreas. Era um hub para Donavia. Em 2015, o Aeroporto de Rostov movimentou 2,06 milhões de passageiros, incluindo 565 mil em rotas internacionais.

## Estatísticas

### Tráfego anual
| Ano  | Passágeiros | % de ano para ano |
| ---- | ----------- | ----------------- |
| 2010 | 1 440 000   | Estável           |
| 2011 | 1 716 680   | 19,3%             |
| 2012 | 1 873 644   | 9,2%              |
| 2013 | 2 167 728   | 14,7%             |
| 2014 | 2 342 302   | 6,9%              |
| 2015 | 2 062 855   | 11,9%             |
| 2016 | 2 094 953   | 1,6%              |
| 2017 | 2 766 000   | 32%               |